# (8171) Stauffenberg
(8171) Stauffenberg est un astéroïde de la ceinture principale. Il est nommé ainsi en hommage à l'oberst (colonel) Claus von Stauffenberg, résistant antinazi qui tenta d'assasiner Adolf Hitler le 20 juillet 1944.

## Description
(8171) Stauffenberg est un astéroïde de la ceinture principale. Il fut découvert le 5 septembre 1991 à Tautenburg par Freimut Börngen et Lutz Dieter Schmadel. Il présente une orbite caractérisée par un demi-grand axe de 3,07 UA, une excentricité de 0,06 et une inclinaison de 9,0° par rapport à l'écliptique.

## Compléments